# 阿利亞巴德村 (阿姆拉什縣)
阿利亞巴德村（波斯語：علي اباد），是伊朗吉兰省阿姆拉什县兰库区沙布庫斯拉特鄉的一个村。2006年人口普查顯示該村人口为198人，分佈在50个家庭中。